# Moro (cognome)
Moro è un cognome di lingua italiana.

## Varianti
De Mori, Del Moro, Moras, Morasca, Moraschi, Moraschini, Morassi, Morasso, Morassutti, Morassutto, Moratti, Morazzi, Morazzo, Morelli, Morello, Moreschi, Moresco, Moret, Moretta, Moretti, Morettini, Morettino, Moretto, Mori, Morini, Morino, Moris, Morischi, Morisco, Morone, Moroni, Morotti, Morucci, Moruccio, Moruzzi, Moruzzo.

## Origine e diffusione
Deriva dal nome e soprannome "moro" che continua il cognome latino Maurus, che può avere origine etnica con il significato di "abitante o oriundo della Mauritania", o derivare dall'appellativo "scuro" o "saraceno" dato a individui di carnagione scura.
Cognome panitaliano, Moro è diffuso nell'Italia settentrionale, con maggior concentrazione in Veneto e Lombardia, ma è anche diffuso nel meridione italiano, soprattutto in Puglia. È portato da oltre 5.000 famiglie. È l'ottantanovesimo cognome italiano per diffusione.
Il cognome è presente anche nella variante Mori, portata da oltre 4.500 famiglie, la cui diffusione risulta concentrata nelle regioni settentrionali e centrali, in particolare in Toscana. Più diffuse sono le varianti Morelli e Moretti, rispettivamente quarantunesimo e quattordicesimo cognomi italiani per diffusione, presenti in tutta Italia, prevalentemente in Toscana, Lombardia, Lazio, Emilia-Romagna il primo e nelle medesime regioni, assieme a Marche e Umbria, il secondo.

## Persone
- Aldo Moro – giurista e politico italiano
- Fabrizio Moro (Fabrizio Mobrici, 1975) – cantautore e chitarrista italiano